# Khaled Badra
Khaled Badra (Kairouan, 8 aprile 1973) è un ex calciatore tunisino, di ruolo difensore.

## Carriera

### Club
Cresciuto nel J.S.K., squadra della sua città, nel 1995 passa all'Espérance, rivelandosi subito come uno dei migliori elementi della squadra. Nel luglio 2000 si trasferisce in Turchia nel Denizlispor, restandovi solo per una stagione, infatti nell'anno 2001 arriva in Italia per difendere i colori del Genoa, allora militante in Serie B, collezionando 16 presenze. Nell'agosto 2002 viene ceduto a titolo definitivo alla sua vecchia squadra, l'Espérance, che lo gira in prestito ai sauditi dell'Al-Ahli, club in cui realizza 2 gol in 18 partite. Finito il prestito, nell'agosto 2003 torna nuovamente all'Espérance, dove in tre stagioni gioca 23 partite, trovando la via della rete in otto occasioni. Nel luglio 2006 passa per la seconda volta in prestito annuale all'Al-Ahli, terminando la stagione con 40 presenze e 6 gol. Definitivamente torna all'Espérance nel dicembre 2007, giocando 8 partite. Nel luglio 2009 annuncia il ritiro dall'attività agonistica.

### Nazionale
Con la Nazionale tunisina conta 97 presenze e 12 gol. Ha ricevuto la prima convocazione con le Aquile di Cartagine nel 1995, esordendo in una gara amichevole contro il Burkina Faso. Ha preso parte al campionato del mondo 1998 e al campionato del mondo 2002, inoltre ha disputato 3 edizioni della Coppa d'Africa   vincendola nell'anno 2004, segnando 2 calci di rigore (di cui uno nei tempi regolamentari) nella semifinale contro la Nigeria, consentendo alla sua squadra l'accesso alla finale, poi vinta per 2 a 1 sul Marocco.

## Statistiche

### Cronologia presenze e reti in nazionale
| Cronologia completa delle presenze e delle reti in nazionale ― Tunisia | Cronologia completa delle presenze e delle reti in nazionale ― Tunisia | Cronologia completa delle presenze e delle reti in nazionale ― Tunisia | Cronologia completa delle presenze e delle reti in nazionale ― Tunisia | Cronologia completa delle presenze e delle reti in nazionale ― Tunisia | Cronologia completa delle presenze e delle reti in nazionale ― Tunisia | Cronologia completa delle presenze e delle reti in nazionale ― Tunisia | Cronologia completa delle presenze e delle reti in nazionale ― Tunisia |
| Data                                                                   | Città                                                                  | In casa                                                                | Risultato                                                              | Ospiti                                                                 | Competizione                                                           | Reti                                                                   | Note                                                                   |
| ---------------------------------------------------------------------- | ---------------------------------------------------------------------- | ---------------------------------------------------------------------- | ---------------------------------------------------------------------- | ---------------------------------------------------------------------- | ---------------------------------------------------------------------- | ---------------------------------------------------------------------- | ---------------------------------------------------------------------- |
| 27-10-1995                                                             | Ouagadougou                                                            | Burkina Faso                                                           | 2 – 2                                                                  | Tunisia                                                                | Amichevole                                                             | -                                                                      |                                                                        |
| 5-11-1995                                                              | Tunisi                                                                 | Tunisia                                                                | 2 – 0                                                                  | Algeria                                                                | Coppa 7 novembre 1995                                                  | -                                                                      |                                                                        |
| 7-11-1995                                                              | Tunisi                                                                 | Tunisia                                                                | 2 – 1                                                                  | Mauritania                                                             | Coppa 7 novembre 1995                                                  | -                                                                      |                                                                        |
| 28-1-1996                                                              | Durban                                                                 | Gabon                                                                  | 1 – 1 dts (4 - 1 dtr)                                                  | Tunisia                                                                | Coppa d'Africa 1996 - Quarti di finale                                 | -                                                                      | Ammonizione                                                            |
| 31-1-1996                                                              | Durban                                                                 | Zambia                                                                 | 2 – 4                                                                  | Tunisia                                                                | Coppa d'Africa 1996 - Semifinale                                       | -                                                                      | 75’                                                                    |
| 26-5-1996                                                              | Tunisi                                                                 | Tunisia                                                                | 2 – 0                                                                  | Senegal                                                                | Amichevole                                                             | -                                                                      |                                                                        |
| 2-6-1996                                                               | Kigali                                                                 | Ruanda                                                                 | 1 – 3                                                                  | Tunisia                                                                | Qual. Mondiali 1998                                                    | -                                                                      | 75’                                                                    |
| 16-6-1996                                                              | Tunisi                                                                 | Tunisia                                                                | 2 – 0                                                                  | Ruanda                                                                 | Qual. Mondiali 1998                                                    | -                                                                      |                                                                        |
| 26-1-1997                                                              | Conakry                                                                | Guinea                                                                 | 1 – 0                                                                  | Tunisia                                                                | Qual. Coppa d'Africa 1998                                              | -                                                                      |                                                                        |
| 6-4-1997                                                               | Windhoek                                                               | Namibia                                                                | 1 – 2                                                                  | Tunisia                                                                | Qual. Mondiali 1998                                                    | 1                                                                      | 46’                                                                    |
| 27-4-1997                                                              | Tunisi                                                                 | Tunisia                                                                | 2 – 0                                                                  | Liberia                                                                | Qual. Mondiali 1998                                                    | 1                                                                      |                                                                        |
| 31-5-1997                                                              | Tunisi                                                                 | Tunisia                                                                | 0 – 1                                                                  | Algeria                                                                | Amichevole                                                             | -                                                                      |                                                                        |
| 8-6-1997                                                               | Il Cairo                                                               | Egitto                                                                 | 0 – 0                                                                  | Tunisia                                                                | Qual. Mondiali 1998                                                    | -                                                                      |                                                                        |
| 5-7-1997                                                               | Tunisi                                                                 | Tunisia                                                                | 1 – 0                                                                  | Mali                                                                   | Amichevole                                                             | -                                                                      | 58’                                                                    |
| 13-7-1997                                                              | Tunisi                                                                 | Tunisia                                                                | 1 – 0                                                                  | Guinea                                                                 | Qual. Coppa d'Africa 1998                                              | -                                                                      |                                                                        |
| 7-8-1997                                                               | Tunisi                                                                 | Tunisia                                                                | 3 – 1                                                                  | Zambia                                                                 | LG Cup 1997 - Semifinale                                               | -                                                                      |                                                                        |
| 9-8-1997                                                               | Tunisi                                                                 | Tunisia                                                                | 2 – 0                                                                  | Nigeria                                                                | LG Cup 1997 - Finale                                                   | -                                                                      |                                                                        |
| 17-8-1997                                                              | Tunisi                                                                 | Tunisia                                                                | 4 – 0                                                                  | Namibia                                                                | Qual. Mondiali 1998                                                    | -                                                                      |                                                                        |
| 1-10-1997                                                              | Tunisi                                                                 | Tunisia                                                                | 0 – 3                                                                  | Australia                                                              | Amichevole                                                             | -                                                                      | 81’                                                                    |
| 5-11-1997                                                              | Tunisi                                                                 | Tunisia                                                                | 2 – 1                                                                  | Bosnia ed Erzegovina                                                   | Amichevole                                                             | -                                                                      | 75’                                                                    |
| 28-1-1998                                                              | Tunisi                                                                 | Tunisia                                                                | 0 – 3                                                                  | Jugoslavia                                                             | Amichevole                                                             | -                                                                      | Ammonizione                                                            |
| 4-2-1998                                                               | Bamako                                                                 | Mali                                                                   | 0 – 1                                                                  | Tunisia                                                                | Amichevole                                                             | -                                                                      | Ingresso                                                               |
| 9-2-1998                                                               | Ouagadougou                                                            | Ghana                                                                  | 2 – 0                                                                  | Tunisia                                                                | Coppa d'Africa 1998 - 1º turno                                         | -                                                                      | 67’                                                                    |
| 12-2-1998                                                              | Ouagadougou                                                            | Tunisia                                                                | 2 – 1                                                                  | RD del Congo                                                           | Coppa d'Africa 1998 - 1º turno                                         | -                                                                      | 43’                                                                    |
| 16-2-1998                                                              | Ouagadougou                                                            | Tunisia                                                                | 3 – 1                                                                  | Togo                                                                   | Coppa d'Africa 1998 - 1º turno                                         | -                                                                      |                                                                        |
| 21-2-1998                                                              | Ouagadougou                                                            | Burkina Faso                                                           | 1 – 1 dts (8 - 7 dtr)                                                  | Tunisia                                                                | Coppa d'Africa 1998 - Quarti di finale                                 | -                                                                      |                                                                        |
| 2-5-1998                                                               | Susa                                                                   | Tunisia                                                                | 1 – 1                                                                  | Georgia                                                                | Amichevole                                                             | -                                                                      |                                                                        |
| 27-5-1998                                                              | Vienna                                                                 | Austria                                                                | 2 – 1                                                                  | Tunisia                                                                | Amichevole                                                             | 1                                                                      | 46’                                                                    |
| 6-6-1998                                                               | Tunisi                                                                 | Tunisia                                                                | 4 – 0                                                                  | Galles                                                                 | Amichevole                                                             | 2                                                                      |                                                                        |
| 15-6-1998                                                              | Marsiglia                                                              | Inghilterra                                                            | 2 – 0                                                                  | Tunisia                                                                | Mondiali 1998 - 1º turno                                               | -                                                                      |                                                                        |
| 4-10-1998                                                              | Tunisi                                                                 | Tunisia                                                                | 2 – 1                                                                  | Liberia                                                                | Qual. Coppa d'Africa 2000                                              | -                                                                      |                                                                        |
| 7-11-1998                                                              | Tunisi                                                                 | Tunisia                                                                | 1 – 1                                                                  | Zimbabwe                                                               | Amichevole                                                             | 1                                                                      |                                                                        |
| 10-11-1998                                                             | Tunisi                                                                 | Tunisia                                                                | 3 – 0                                                                  | Lettonia                                                               | Amichevole                                                             | -                                                                      |                                                                        |
| 24-1-1999                                                              | Algeri                                                                 | Algeria                                                                | 0 – 1                                                                  | Tunisia                                                                | Qual. Coppa d'Africa 2000                                              | -                                                                      |                                                                        |
| 10-2-1999                                                              | Tunisi                                                                 | Tunisia                                                                | 0 – 1                                                                  | Svezia                                                                 | Amichevole                                                             | -                                                                      | 36’ 46’                                                                |
| 27-2-1999                                                              | Tunisi                                                                 | Tunisia                                                                | 6 – 0                                                                  | Uganda                                                                 | Qual. Coppa d'Africa 2000                                              | -                                                                      |                                                                        |
| 10-4-1999                                                              | Kampala                                                                | Uganda                                                                 | 0 – 2                                                                  | Tunisia                                                                | Qual. Coppa d'Africa 2000                                              | -                                                                      | 46’                                                                    |
| 6-6-1999                                                               | Tunisi                                                                 | Tunisia                                                                | 2 – 0                                                                  | Algeria                                                                | Qual. Coppa d'Africa 2000                                              | -                                                                      |                                                                        |
| 16-10-1999                                                             | Tunisi                                                                 | Tunisia                                                                | 1 – 0                                                                  | Emirati Arabi Uniti                                                    | Amichevole                                                             | -                                                                      |                                                                        |
| 22-12-1999                                                             | Sfax                                                                   | Tunisia                                                                | 2 – 0                                                                  | Ghana                                                                  | Amichevole                                                             | -                                                                      |                                                                        |
| 7-1-2000                                                               | Tunisi                                                                 | Tunisia                                                                | 7 – 0                                                                  | Togo                                                                   | Amichevole                                                             | -                                                                      | Uscita                                                                 |
| 23-1-2000                                                              | Lagos                                                                  | Nigeria                                                                | 4 – 2                                                                  | Tunisia                                                                | Coppa d'Africa 2000 - 1º turno                                         | -                                                                      | 60’                                                                    |
| 29-1-2000                                                              | Lagos                                                                  | Tunisia                                                                | 0 – 0                                                                  | Marocco                                                                | Coppa d'Africa 2000 - 1º turno                                         | -                                                                      |                                                                        |
| 3-2-2000                                                               | Kano                                                                   | Tunisia                                                                | 1 – 0                                                                  | Rep. del Congo                                                         | Coppa d'Africa 2000 - 1º turno                                         | -                                                                      |                                                                        |
| 7-2-2000                                                               | Kano                                                                   | Egitto                                                                 | 0 – 1                                                                  | Tunisia                                                                | Coppa d'Africa 2000 - Quarti di finale                                 | 1                                                                      |                                                                        |
| 10-2-2000                                                              | Accra                                                                  | Camerun                                                                | 3 – 0                                                                  | Tunisia                                                                | Coppa d'Africa 2000 - Semifinale                                       | -                                                                      | Ammonizione                                                            |
| 12-2-2000                                                              | Accra                                                                  | Sudafrica                                                              | 2 – 2 dts (4 - 3 dtr)                                                  | Tunisia                                                                | Coppa d'Africa 2000 - Finale 3º posto                                  | -                                                                      |                                                                        |
| 12-3-2000                                                              | Birmingham                                                             | Stati Uniti                                                            | 1 – 1                                                                  | Tunisia                                                                | Amichevole                                                             | -                                                                      |                                                                        |
| 22-4-2000                                                              | Tunisi                                                                 | Tunisia                                                                | 3 – 0                                                                  | Mauritania                                                             | Qual. Mondiali 2002                                                    | -                                                                      |                                                                        |
| 11-6-2000                                                              | Tunisi                                                                 | Tunisia                                                                | 4 – 1                                                                  | Senegal                                                                | Amichevole                                                             | -                                                                      | Uscita                                                                 |
| 18-6-2000                                                              | Abidjan                                                                | Costa d'Avorio                                                         | 2 – 2                                                                  | Tunisia                                                                | Qual. Mondiali 2002                                                    | -                                                                      |                                                                        |
| 28-6-2000                                                              | Tunisi                                                                 | Tunisia                                                                | 2 – 2                                                                  | Algeria                                                                | Amichevole                                                             | -                                                                      | Uscita                                                                 |
| 8-7-2000                                                               | Tunisi                                                                 | Tunisia                                                                | 1 – 0                                                                  | Madagascar                                                             | Qual. Mondiali 2002                                                    | -                                                                      |                                                                        |
| 3-9-2000                                                               | Nairobi                                                                | Kenya                                                                  | 0 – 0                                                                  | Tunisia                                                                | Qual. Coppa d'Africa 2002                                              | -                                                                      |                                                                        |
| 7-10-2000                                                              | Tunisi                                                                 | Tunisia                                                                | 4 – 2                                                                  | Gabon                                                                  | Qual. Coppa d'Africa 2002                                              | -                                                                      |                                                                        |
| 15-11-2000                                                             | Tunisi                                                                 | Tunisia                                                                | 1 – 1                                                                  | Svizzera                                                               | Amichevole                                                             | -                                                                      | 7’                                                                     |
| 13-1-2001                                                              | Tunisi                                                                 | Tunisia                                                                | 0 – 1                                                                  | Marocco                                                                | Qual. Coppa d'Africa 2002                                              | -                                                                      |                                                                        |
| 28-1-2001                                                              | Pointe-Noire                                                           | Rep. del Congo                                                         | 1 – 2                                                                  | Tunisia                                                                | Qual. Mondiali 2002                                                    | -                                                                      |                                                                        |
| 25-2-2001                                                              | Tunisi                                                                 | Tunisia                                                                | 6 – 0                                                                  | RD del Congo                                                           | Qual. Mondiali 2002                                                    | -                                                                      | 84’                                                                    |
| 24-3-2001                                                              | Rabat                                                                  | Marocco                                                                | 2 – 0                                                                  | Tunisia                                                                | Qual. Coppa d'Africa 2002                                              | -                                                                      | 44’                                                                    |
| 5-5-2001                                                               | Antananarivo                                                           | Madagascar                                                             | 0 – 2                                                                  | Tunisia                                                                | Qual. Mondiali 2002                                                    | -                                                                      |                                                                        |
| 20-5-2001                                                              | Tunisi                                                                 | Tunisia                                                                | 1 – 1                                                                  | Costa d'Avorio                                                         | Qual. Mondiali 2002                                                    | -                                                                      |                                                                        |
| 17-6-2001                                                              | Tunisi                                                                 | Tunisia                                                                | 4 – 1                                                                  | Kenya                                                                  | Qual. Coppa d'Africa 2002                                              | -                                                                      |                                                                        |
| 1-7-2001                                                               | Tunisi                                                                 | Tunisia                                                                | 6 – 0                                                                  | Rep. del Congo                                                         | Qual. Mondiali 2002                                                    | 1                                                                      |                                                                        |
| 15-7-2001                                                              | Kinshasa                                                               | RD del Congo                                                           | 0 – 3                                                                  | Tunisia                                                                | Qual. Mondiali 2002                                                    | 1                                                                      |                                                                        |
| 28-11-2001                                                             | Tunisi                                                                 | Tunisia                                                                | 1 – 0                                                                  | Togo                                                                   | Amichevole                                                             | -                                                                      |                                                                        |
| 30-12-2001                                                             | Tunisi                                                                 | Tunisia                                                                | 7 – 2                                                                  | Liberia                                                                | Amichevole                                                             | -                                                                      |                                                                        |
| 11-1-2002                                                              | Tunisi                                                                 | Tunisia                                                                | 0 – 1                                                                  | Camerun                                                                | Amichevole                                                             | -                                                                      |                                                                        |
| 21-1-2002                                                              | Bamako                                                                 | Zambia                                                                 | 0 – 0                                                                  | Tunisia                                                                | Coppa d'Africa 2002 - 1º turno                                         | -                                                                      |                                                                        |
| 25-1-2002                                                              | Bamako                                                                 | Egitto                                                                 | 1 – 0                                                                  | Tunisia                                                                | Coppa d'Africa 2002 - 1º turno                                         | -                                                                      | Ammonizione                                                            |
| 13-3-2002                                                              | Tunisi                                                                 | Tunisia                                                                | 0 – 0                                                                  | Corea del Sud                                                          | Amichevole                                                             | -                                                                      | 46’                                                                    |
| 17-4-2002                                                              | Lubiana                                                                | Slovenia                                                               | 1 – 0                                                                  | Tunisia                                                                | Amichevole                                                             | -                                                                      | 53’ 82’                                                                |
| 26-5-2002                                                              | Wakayama                                                               | Danimarca                                                              | 2 – 1                                                                  | Tunisia                                                                | Amichevole                                                             | -                                                                      |                                                                        |
| 5-6-2002                                                               | Kōbe                                                                   | Russia                                                                 | 2 – 0                                                                  | Tunisia                                                                | Mondiali 2002 - 1º turno                                               | -                                                                      | 83’                                                                    |
| 10-6-2002                                                              | Oita                                                                   | Tunisia                                                                | 1 – 1                                                                  | Belgio                                                                 | Mondiali 2002 - 1º turno                                               | -                                                                      |                                                                        |
| 14-6-2002                                                              | Osaka                                                                  | Tunisia                                                                | 0 – 2                                                                  | Giappone                                                               | Mondiali 2002 - 1º turno                                               | -                                                                      | 81’                                                                    |
| 21-8-2002                                                              | Radès                                                                  | Tunisia                                                                | 1 – 1                                                                  | Francia                                                                | Amichevole                                                             | -                                                                      |                                                                        |
| 20-11-2002                                                             | Tunisi                                                                 | Tunisia                                                                | 0 – 0                                                                  | Egitto                                                                 | Amichevole                                                             | -                                                                      |                                                                        |
| 12-2-2003                                                              | Radès                                                                  | Tunisia                                                                | 1 – 0                                                                  | Svezia                                                                 | Amichevole                                                             | -                                                                      |                                                                        |
| 30-4-2003                                                              | Radès                                                                  | Tunisia                                                                | 1 – 0                                                                  | Senegal                                                                | Amichevole                                                             | -                                                                      |                                                                        |
| 8-10-2003                                                              | Tunisi                                                                 | Tunisia                                                                | 0 – 1                                                                  | Giappone                                                               | Amichevole                                                             | -                                                                      |                                                                        |
| 11-10-2003                                                             | Tunisi                                                                 | Tunisia                                                                | 0 – 0                                                                  | Marocco                                                                | Amichevole                                                             | -                                                                      |                                                                        |
| 19-11-2003                                                             | Tunisi                                                                 | Tunisia                                                                | 2 – 0                                                                  | Sudafrica                                                              | Amichevole                                                             | -                                                                      | 78’                                                                    |
| 14-1-2004                                                              | Gafsa                                                                  | Tunisia                                                                | 2 – 0                                                                  | Benin                                                                  | Amichevole                                                             | -                                                                      |                                                                        |
| 24-1-2004                                                              | Radès                                                                  | Tunisia                                                                | 2 – 1                                                                  | Ruanda                                                                 | Coppa d'Africa 2004 - 1º turno                                         | -                                                                      |                                                                        |
| 28-1-2004                                                              | Radès                                                                  | Tunisia                                                                | 3 – 0                                                                  | RD del Congo                                                           | Coppa d'Africa 2004 - 1º turno                                         | -                                                                      |                                                                        |
| 7-2-2004                                                               | Radès                                                                  | Tunisia                                                                | 1 – 0                                                                  | Senegal                                                                | Coppa d'Africa 2004 - Quarti di finale                                 | -                                                                      | 100’                                                                   |
| 11-2-2004                                                              | Radès                                                                  | Tunisia                                                                | 1 – 1 dts (5 - 3 dtr)                                                  | Nigeria                                                                | Coppa d'Africa 2004 - Semifinale                                       | 1                                                                      | 43’                                                                    |
| 28-4-2004                                                              | Sfax                                                                   | Tunisia                                                                | 1 – 0                                                                  | Mali                                                                   | Amichevole                                                             | -                                                                      | 46’                                                                    |
| 5-6-2004                                                               | Radès                                                                  | Tunisia                                                                | 4 – 1                                                                  | Botswana                                                               | Qual. Mondiali 2006                                                    | -                                                                      |                                                                        |
| 20-6-2004                                                              | Conakry                                                                | Guinea                                                                 | 2 – 1                                                                  | Tunisia                                                                | Qual. Mondiali 2006                                                    | -                                                                      |                                                                        |
| 4-9-2004                                                               | Rabat                                                                  | Marocco                                                                | 1 – 1                                                                  | Tunisia                                                                | Qual. Mondiali 2006                                                    | -                                                                      | 22’                                                                    |
| 9-10-2004                                                              | Blantyre                                                               | Malawi                                                                 | 2 – 2                                                                  | Tunisia                                                                | Qual. Mondiali 2006                                                    | -                                                                      | 46’                                                                    |
| 27-5-2005                                                              | Radès                                                                  | Tunisia                                                                | 4 – 1                                                                  | Angola                                                                 | Amichevole                                                             | -                                                                      | 46’                                                                    |
| 1-3-2006                                                               | Radès                                                                  | Tunisia                                                                | 0 – 1                                                                  | Serbia e Montenegro                                                    | Amichevole                                                             | -                                                                      | 52’                                                                    |
| 7-10-2006                                                              | Gafsa                                                                  | Tunisia                                                                | 1 – 0                                                                  | Sudan                                                                  | Qual. Coppa d'Africa 2008                                              | -                                                                      |                                                                        |
| Totale                                                                 |                                                                        | Presenze                                                               | 96                                                                     |                                                                        | Reti                                                                   | 10                                                                     |                                                                        |

| Cronologia completa delle presenze e delle reti in nazionale ― Tunisia olimpica | Cronologia completa delle presenze e delle reti in nazionale ― Tunisia olimpica | Cronologia completa delle presenze e delle reti in nazionale ― Tunisia olimpica | Cronologia completa delle presenze e delle reti in nazionale ― Tunisia olimpica | Cronologia completa delle presenze e delle reti in nazionale ― Tunisia olimpica | Cronologia completa delle presenze e delle reti in nazionale ― Tunisia olimpica | Cronologia completa delle presenze e delle reti in nazionale ― Tunisia olimpica | Cronologia completa delle presenze e delle reti in nazionale ― Tunisia olimpica |
| Data                                                                            | Città                                                                           | In casa                                                                         | Risultato                                                                       | Ospiti                                                                          | Competizione                                                                    | Reti                                                                            | Note                                                                            |
| ------------------------------------------------------------------------------- | ------------------------------------------------------------------------------- | ------------------------------------------------------------------------------- | ------------------------------------------------------------------------------- | ------------------------------------------------------------------------------- | ------------------------------------------------------------------------------- | ------------------------------------------------------------------------------- | ------------------------------------------------------------------------------- |
| 20-7-1996                                                                       | Washington                                                                      | Portogallo olimpica                                                             | 2 – 0                                                                           | Tunisia olimpica                                                                | Olimpiadi 1996 - 1º turno                                                       | -                                                                               | 82’                                                                             |
| 22-7-1996                                                                       | Birmingham                                                                      | Stati Uniti olimpica                                                            | 2 – 0                                                                           | Tunisia olimpica                                                                | Olimpiadi 1996 - 1º turno                                                       | -                                                                               | 84’                                                                             |
| 24-7-1996                                                                       | Birmingham                                                                      | Argentina olimpica                                                              | 1 – 1                                                                           | Tunisia olimpica                                                                | Olimpiadi 1996 - 1º turno                                                       | -                                                                               |                                                                                 |
| Totale                                                                          |                                                                                 | Presenze                                                                        | 3                                                                               |                                                                                 | Reti                                                                            | 0                                                                               |                                                                                 |

## Palmarès

### Club

#### Competizioni nazionali
- Campionato tunisino: 3

Espérance: 1997-1998, 1998-1999, 1999-2000
- Coppa di Tunisia: 1

Espérance: 1998-1999

#### Competizioni internazionali
- Supercoppa CAF: 1

Espérance: 1995
- Coppa dei Campioni afro-asiatica: 1

Espérance: 1995
- Coppa delle Coppe d'Africa: 1

Espérance: 1998